# Aristau
Aristau es una comuna suiza del cantón de Argovia, situada en el distrito de Muri. Limita al norte con las comunas de Besenbüren y Rottenschwil, al este con Jonen, al sureste con Ottenbach (ZH), al sur con Merenschwand, al suroeste con Muri, y al oeste con Boswil.